# Zebeeba falsalis
Zebeeba falsalis is een vlinder uit de familie van de spinneruilen (Erebidae). De wetenschappelijke naam van de soort is voor het eerst gepubliceerd als Hypena falsalis in 1839 door Herrich-Schäffer.

## Verspreiding
Deze nachtvlinder komt voor in Zuid-Europa, Turkije en Noord-Afrika.

## Waardplanten
De rups leeft op Wilde asperge (Asparagus acutifolius) (Asparagaceae) en op Pistacia (Anacardiaceae).